# Mensalão-Skandal
|                                         | Dieser Artikel wurde im Portal Brasilien zur Verbesserung eingetragen. Hilf mit, ihn zu bearbeiten, und beteilige dich an der Diskussion! |
| Vorlage:Portalhinweis/Wartung/Brasilien | |

Mensalão-Skandal war ein politischer Korruptionsskandal in Brasilien. Mensalão bedeutet eine großzügige monatliche Zahlung für den Kauf von Abgeordnetenstimmen.

## Historie
Der Mensalão-Skandal war der beherrschende Skandal der brasilianischen Politik im Jahr 2005. Der Politiker Roberto Jefferson (Mitangeklagter im Bingo-Skandal) gestand, dass der Partido dos Trabalhadores (PT) einer Gruppe von 18 Abgeordneten anderer Parteien monatlich 30.000 Reais (ca. 10.000 Euro) gezahlt habe, um im Sinne der Partei abzustimmen. Die Regierungsfraktion der PT versuchte daraufhin systematisch, die Untersuchungskommission an der Arbeit zu hindern. Jefferson beschuldigte Delubio Soares, den Schatzmeister der PT, die Zahlungen zu verwalten. Nach Einsetzung der Untersuchungskommission setzte die PT-Regierung Parteifunktionäre an die Spitze der Kommission, welche teilweise selbst bereits in Korruptionsaffären verwickelt gewesen waren.
2005 berichtete Veja über ein Video, das eine Bestechungsgeldübergabe an einen Politiker zeige. Sieben Jahre später begann ein Prozess gegen 37 Personen, darunter hochrangige Mitglieder der Regierungspartei Partido dos Trabalhadores, jedoch nicht der ehemalige brasilianische Präsident Luiz Inácio Lula da Silva. Dessen Rolle sei „bis heute unklar und umstritten“.
Der Unternehmer Marcos Valério war einer der 25 Angeklagten, die für schuldig befunden wurden. Er wurde zu einer Haftstrafe von vierzig Jahren und vier Monaten verurteilt, die höchste Strafe in diesem Prozess. Es wurden außerdem mehrere Haft- und Geldstrafen ausgesprochen. Der Richter Joaquim Barbosa erlangte große Bekanntheit, da der Prozess öffentlich geführt und medial ausführlich begleitet wurde.
Waldomiro Diniz, Berater des Innenministers und viermaligen PT-Präsidenten José Dirceu, wurde per Tonband überführt, Bingocasinos und Lotterien zu erpressen. Das Geld floss der PT zu.
Im Rahmen der Untersuchungen dieses Skandals wurden weitere Schmiergeld- und Korruptionsfälle bekannt, die als Mensalão (Neologismus für großen Monatslohn) zusammengefasst werden. Während der parallel laufenden Ermittlungen beider Affären entließ Präsident Lula den Minister und gab an, von dem Skandal nichts gewusst zu haben.
Während der Untersuchung erklärte der Haushälter des Finanzministers Antonio Palocci gegenüber der Presse, den Minister bei Geldübergaben und Feiern mit Prostituierten beobachtet zu haben. Ohne juristische Grundlage brach das Ministerium das Bankgeheimnis des Haushälters. Ein Wochenmagazin erhielt daraufhin die Information, der Haushälter sei von der Opposition bestochen worden, um den Finanzminister zu beschuldigen. Gleichzeitig eröffnete das Ministerium einen Geldwäscheprozess gegen den Haushälter. In der Folge stellte sich heraus, dass der für den Artikel zuständige Reporter der Sohn eines Beraters des Ministers war und die Konten des Haushälters keinerlei Anzeichen von Geldwäsche aufwiesen. Präsident Lula entließ daraufhin den Minister.
Im Verlauf der Untersuchungen und Gerichtsverhandlungen wurden Verbindungen zu verschiedenen kriminellen Organisationen aufgedeckt und Lula da Silvas Wahlkampfleiter gestand, über Auslandskonten und mit illegalen Geldern aus dem Skandal bezahlt worden zu sein. Der Bürgermeister von Santo André (SP), Celso Daniel, wurde im Laufe des Prozesses im Januar 2002 erschossen.
Im Zuge der Geschehnisse wurden mehrere ranghohe PT-Funktionäre verhaftet, andere traten zurück, darunter der Generalsekretär Silvio Pereira, der Schatzmeister Delúbio Soares, der Parteivorsitzende José Genoíno und der Kabinettschef Lulas, die „graue Eminenz“ der Partei, José Dirceu. Unter den bislang 22 Zurückgetretenen befinden sich auch Angehörige anderer Parteien.
Insgesamt wurden in diesem Skandal vom höchsten Bundesgerichtshof, dem Supremo Tribunal Federal, 33 Personen schuldig gesprochen. Dirceu wurde im November 2012 wegen Bestechung und Bildung einer kriminellen Vereinigung zu zehn Jahren und sechs Monaten Haft im geschlossenen Vollzug und einer Geldstrafe von R$ 676.000 verurteilt. Für Delúbio Soares wurden 8 Jahre, 11 Monate Haft und für José Genoino 6 Jahre, 11 Monate Haft festgelegt. Die schwerste Strafe wurde dem Werbeunternehmer Marcos Valério auferlegt: Er wurde zu 40 Jahren und 2 Monaten und 10 Tagen Haft und einer Geldstrafe von R$ 2,72 Millionen verurteilt. Die mit ihm assoziierten Ramon Hollerbach, Cristiano Paz und Simone Vasconcelos erhielten 29 Jahre, 7 Monate, 20 Tage bzw. 25 Jahre, 11 Monate, 20 Tage bzw. 12 Jahre Haft. Kátia Rabello, Chefin der Banco Rural, erhielt 16 Jahre, 8 Monate Haft.